# دنیل وان بارگن
دنیل وان بارگن (به انگلیسی: Daniel von Bargen) (زاده ۵ ژوئن ۱۹۵۰ – درگذشته ۱ مارس ۲۰۱۵) بازیگر آمریکایی است. از فیلم‌هایی که او در آن بازی کرده است، می‌توان به پیکان‌های شکسته، سیمون، بارش برف روی سروها، آبی بیابان، نازک‌تر و بچه اشاره کرد.